# Кальсин, Андрей Александрович
Андрей Александрович Кальсин (6 января 1989, Новокузнецк, Кемеровская область) — российский лыжник, призёр чемпионата России, призёр всемирной Универсиады, чемпион мира среди юниоров. Мастер спорта России.

## Биография
Воспитанник спортивных секций города Новокузнецка, тренер — Владимир Параев. На внутренних соревнованиях представляет Кемеровскую область, параллельным зачётом в разное время представлял Красноярский край и Ямало-Ненецкий автономный округ, выступает за команду Вооружённых сил.
Неоднократный победитель и призёр первенств России среди юниоров и молодёжи и всероссийских соревнований.
Победитель в эстафете и серебряный призёр в гонке на 10 км первенства мира среди юниоров 2009 во Франции. Бронзовый призёр всемирной Универсиады 2011 года в Турции в масс-старте на 30 км.
На чемпионате России 2015 года стал серебряным призёром в эстафете в составе сборной Красноярского края. Становился призёром чемпионатов федерального округа, победителем региональных соревнований.